# المقاطعة الأكاديمية لإسرائيل
انطلقت حملة المقاطعة الأكاديمية لإسرائيل في أبريل 2004 من قبل الحملة الفلسطينية للمقاطعة الأكاديمية والثقافية لإسرائيل (PACBI) كجزء من أعمال حركة المقاطعة وسحب الاستثمارات وفرض العقوبات (BDS) ضد إسرائيل.
تدعو الحملة إلى مقاطعة المؤسسات الأكاديمية الإسرائيلية بسبب تورطها في استمرار الاحتلال الإسرائيلي. وخلال مدة عمل الحملة، تم تقديم مقترحات عديدة للمقاطعة الأكاديمية لجامعات وأكاديميين إسرائيليين معينين من قبل أكاديميين ومنظمات في فلسطين، والولايات المتحدة، والمملكة المتحدة ودول أخرى. والهدف من المقاطعة الأكاديمية المقترحة هو عزل إسرائيل من أجل اجبارها على تغيير سياساتها تجاه الفلسطينيين، والتي تقول PACBI بأنها تمييزية وقمعية، بما في ذلك قمع الحرية الأكاديمية للفلسطينيين.

## الحملة الفلسطينية للمقاطعة الأكاديمية والثقافية لإسرائيل

شعار PACBI

تأسست «الحملة الفلسطينية للمقاطعة الأكاديمية والثقافية لإسرائيل (PACBI)» في رام الله في أبريل 2004 من قبل مجموعة من الأكاديميين والمثقفين الفلسطينيين. وهم يعتقدون بأن «جميع المؤسسات الأكاديمية الإسرائيلية متورطة في نظام الاحتلال الإسرائيلي وحرمان الفلسطينين من حقوقهم الأساسية، ولم يثبت خلاف ذلك».
تعتبر الحملة عضواً مؤسساً في حركة المقاطعة وسحب الاستثمارات وفرض العقوبات على إسرائيل (BDS)، وهي مكلفة بالإشراف على جميع الجوانب الأكاديمية والثقافية لحركة المقاطعة BDS. وتدعو الحملة المجتمع المحلي والإقليمي والعالمي إلى احترام معايير المقاطعة الأكاديمية والثقافية والتي وقعت عليها عشرات من مؤسسات المجتمع المدني.

## المملكة المتحدة
ظهرت فكرة المقاطعة الأكاديمية ضد إسرائيل علانية لأول مرة في بريطانيا في 6 أبريل 2002، عندما أرسلا ستيفن، أستاذ في علم الأحياء في الجامعة البريطانية المفتوحة، وهيلاري روز، أستاذ في السياسة الاجتماعية في جامعة برادفورد، رسالة مفتوحة إلى الغارديان ودعوا فيها إلى وقف جميع الروابط الثقافية والبحثية مع إسرائيل:
«على رغم الادانة الدولية الواسعة لسياسة القمع العنيفة التي تمارسها إسرائيل في حق الشعب الفلسطيني في الأراضي المحتلة، يبدو أن الحكومة الاسرائيلية لا تزال غير مبالية تجاه أي نداء انساني... وكما يبدوا فإن العديد من المؤسسات الثقافية والعلمية، الوطنية أو الأوروبية، خصوصاً تلك التي يمولها الاتحاد والجمعية الأوروبية للعلوم، تمنح إسرائيل امتيازات الدول الأوروبية ذاتها لجهة العقود والأموال. وقد يجب تعليق تلك العلاقات على المستوى الأوروبي أو الوطني إلى أن تتقيد الحكومة الاسرائيلية بقرارات الأمم المتحدة وتطلق مفاوضات سلام مع الفلسطينيين...»
بحلول يوليو 2002، اكتسبت الرسالة المفتوحة أكثر من 700 توقيع، بما في ذلك توقيعات عشرة أكاديميين إسرائيليين.

## الولايات المتحدة
أفادت هآرتس في عام 2009 أن مجموعة من الأساتذة الأمريكيين انضموا إلى حملة المقاطعة في أعقاب الصراع بين إسرائيل وغزة في 2008-2009:
«في حين اعتاد الأكاديميون الإسرائيليون على استخدام مثل هذه الأخبار من قبل البريطانيين، حاولت الجماعات المعادية لإسرائيل إنشاء مقاطعات أكاديمية اخرى عدة مرات، وإن حركة المقاطعة في الولايات المتحدة تعدّ أول حركة مقاطعة أكاديمية وطنية تخرج من الولايات المتحدة.»
وقد سُميت هذه المجموعة بـ«الحملة الأمريكية للمقاطعة الأكاديمية والثقافية لإسرائيل»(USACBI).

## كندا
في يناير 2009، اقترح فرع أونتاريو في "الاتحاد الكندي للموظفين العموميّين (CUPE)" فرض الحظر على الأكاديميين الإسرائيليين من التدريس في جامعات أونتاريو. وصرح سِيد رايان، زعيم الفرع، "نحن على استعداد أن نقول يجب أن لا يتواجد الأكاديميون الإسرائيليون في جامعاتنا إلا إذا كانوا يدينون علنا قصف الجامعة الإسلامية في غزة وفي شكل عام الهجوم الإسرائيلي". وقال راين في وقت لاحق، "ان ما نقوله هو إذا هم يريدون أن يبقوا صامتين امام هذه أعمال العنف وأن يكونوا متواطئين فيها، فلماذا يجب ان يتمتعوا بحرية القدوم إلى دول أخرى مثل كندا والتدريس هناك.
وفي البداية أصدر رئيس CUPE بيانا أعلن فيه معارضته لهذا الاقتراح، وقال: «سأستخدم نفوذي خلال المناقشات المتعلقة بهذا القرار لمنع تبنيه».
بعد وقت قصير من البيان الأصلي، ألغت CUPE دعوتها إلى مقاطعة الأفراد الأكاديميين في موقعها على الإنترنت واستبدلت ببيان دعا بدلا من ذلك إلى مقاطعة «تستهدف المؤسسات الأكاديمية والروابط المؤسسية الموجودة بين الجامعات هنا وفي إسرائيل». أخبر تايلر شيبلي، المتحدث باسم CUPE المحلي 3903 في جامعة يورك، صحيفة تورنتو ستار أن مجموعته ستبدأ في دعم يورك لقطع العلاقات المالية مع إسرائيل.

## أستراليا
انضمت رابطة الطلاب في جامعة ويسترن سيدني (UWSSA) رسميا إلى «المقاطعة الأكاديمية والثقافية لإسرائيل» في فبراير 2009، بناء على طلب من PACBI. وصرح رئيس UWSSA، جيكوب كارسول دوهرتي، في وقت لاحق، «نحن غير مهتمين في سماع وجهة النظر الإسرائيلية. وان أجندتنا هي إقناع إدارة الجامعة في تطبيق المقاطعة.»
في عام 2013، حظيت قضية المقاطعة الأكاديمية وحملة BDS باهتمام كبير في الصحافة، عندما رفع أحد مؤيدي إسرائيل، شورات هدين، دعوى ضد الأستاذ جيك لينش، مدير مركز دراسات السلام والصراع بجامعة سيدني. وقد تركزت الدعوى المكونة من ثلاثين صفحة على رفض لينش تعيين البروفيسور دان أفنون من الجامعة العبرية، وذلك من اجل سياسات مركزه الداعمة للمقاطعة وعدم دعم الأكاديميين الإسرائيليين.
وقال محامي المدعي، أندرو هاملتون، أن «هدفنا الاستراتيجي من رفع هذه الدعوى هو معالجة التمييز العنصري وغير القانوني لحركة المقاطعة بشكل عام والمقاطعة الأكاديمية بشكل خاص، بدلاً من التركيز على التمييز ضد البروفيسور أفنون.» وُصفت القضية بأنها «دعوى قانونية تاريخية» و «محاولة رئيسية لتقييم شرعية حملة المقاطعة وسحب الاستثمارات والعقوبات (BDS)».
في يوليو 2014، أعلن شورات هادين بأنه سحب دعواه ضد لينش. وأعلن لينش أن هذا القرار "يعطي الضوء الأخضر للعديد من الأستراليين لاتخاذ إجراءاتهم الخاصة للتضامن مع النضال الفلسطيني من أجل الحقوق والحريات والتي نحن محظوظون في الحصول عليها.

## إيطاليا
في يناير 2016، نشر 168 من الأكاديميين والباحثين الإيطاليين دعوة لمقاطعة المؤسسات الأكاديمية الإسرائيلية. وقد تم مقاطعة جامعة تخنيون، معهد إسرائيل للتقنية. وقالت الندوة «تقوم جامعة تخنيون بإجراء أبحاث واسعة في التقنيات والأسلحة التي تستخدم في قمع ومهاجمة الفلسطينيين».

## ايرلندا
في نيسان 2013، وافق اتحاد المعلمين في أيرلندا (TUI) على اقتراح المقاطعة الأكاديمية لإسرائيل. وقال جيم روش، الذي قدم الاقتراح: «إنني مسرور للغاية لأن هذا الاقتراح قد تم دعمه من قبل أعضاء TUI ... وان مما لا شك فيه أن إسرائيل تنفذ سياسات الفصل العنصري ضد الفلسطينيين».
بعد استفتاء جرى بين طلاب جامعة نويز غالواي في مارس 2014، بدأ اتحاد الطلاب في جامعة نويوي غالواي رسميًا بدعم حملة المقاطعة وسحب الاستثمارات وفرض العقوبات على إسرائيل.